# Litigio frívolo
La litigación frívola consiste en el uso de procesos legales con aparente desprecio por el mérito de los propios argumentos. Incluye presentar un argumento con motivos para saber que ciertamente se fracasaría, o actuar sin un nivel básico de diligencia en la investigación de las leyes y los hechos relevantes. Que un argumento se pierda no implica que sea frívolo; una parte puede presentar un argumento con pocas posibilidades de éxito, siempre que el mismo proceda del cuerpo de leyes aplicable.
Los litigios frívolos pueden basarse en teorías jurídicas absurdas, pueden implicar una superabundancia o repetición de mociones o demandas adicionales, pueden ser incivilizados o acosadores para el tribunal, o pueden exigir remedios extremos. Un reclamo o defensa puede ser frívolo porque no tenía ninguna justificación subyacente, o porque no se le presentó un argumento para una extensión o reinterpretación razonable de la ley . Un reclamo puede considerarse frívolo porque las leyes existentes lo prohíben inequívocamente, como la llamada ley del Buen Samaritano .

## Tratamiento judicial de argumentos frívolos
Un ejemplo del tratamiento que da un tribunal a argumentos frívolos se encuentra en el caso Crain v. Commissioner, 737 F.2d 1417 (1984), de la Corte de Apelaciones del Quinto Circuito de los Estados Unidos :

Glenn Crain recurre la desestimación de su petición ante el Tribunal Fiscal, en la que impugnaba la autoridad constitucional de dicho órgano y desafiaba la jurisdicción del Servicio de Impuestos Internos para recaudar impuestos sobre sus ingresos. Crain afirma que "no está sujeto a la jurisdicción, tributación o regulación del Estado", que el "Internal Revenue Service, Incorporated" carece de autoridad para ejercer el poder judicial de los Estados Unidos, que el Tribunal Fiscal está intentando ejercer inconstitucionalmente poderes del Artículo III y que la jurisdicción sobre su persona nunca ha sido probada afirmativamente.

No percibimos ninguna necesidad de refutar estos argumentos con un razonamiento sombrío y copiosa cita de precedentes; hacerlo podría sugerir que estos argumentos tienen algún mérito coloreable. La constitucionalidad de nuestro sistema de impuesto sobre la renta -incluyendo el papel desempeñado dentro de ese sistema por el Servicio de Impuestos Internos y el Tribunal Fiscal- ha sido establecida desde hace mucho tiempo. Confirmamos la desestimación de la "petición" espuria de Crain y la imposición de una sanción impuesta por el Tribunal Fiscal por iniciar un procedimiento frívolo. 26 U.S.C. § 6673.
El gobierno nos pide que impongamos sanciones a Crain por interponer este recurso frívolo, como autoriza Fed. R. App. P. 38. En Parker v. C. I. R., 724 F. 2d 469, 472 (5th Cir. 1984), emitimos "una nota de advertencia a aquellos que persistentemente plantean argumentos contra el impuesto sobre la renta que se han dejado de lado durante años. La gama completa de sanciones en la Regla 38 en adelante será convocada en respuesta a una apelación totalmente frívola".
Somos sensibles a la necesidad de que los tribunales permanezcan abiertos a todos los que pretendan de buena fe invocar la protección de la ley. Un recurso que carece de fundamento no es siempre -o a menudo- frívolo. Sin embargo, no estamos obligados a sufrir en silencio la presentación de recursos infundados e insostenibles que no presenten reclamaciones de error coloreables y que sólo estén diseñados para retrasar, obstruir o incapacitar las operaciones de los tribunales o de cualquier otra autoridad gubernamental. El presente recurso de Crain es de este tipo. Es una mezcolanza de afirmaciones sin fundamento, perogrulladas irrelevantes y galimatías legalista. El gobierno no debería haberse tomado la molestia de responder a tales argumentos espurios, ni este tribunal la molestia de "adjudicar" esta apelación sin mérito.

En consecuencia, accedemos a la petición del gobierno. Los Estados Unidos recuperarán del apelante Crain el doble de las costas de esta apelación. Además, imponemos a Crain una indemnización por daños y perjuicios de 2.000 dólares a favor del apelado Estados Unidos.

## Ejemplos

### Pearson v.Chung
En 2005, en Pearson v. Chung, Roy Pearson, un juez de Washington D. C., demandó a una empresa de tintorería por 67 millones de dólares por supuestamente perder un par de sus pantalones. Este caso ha sido citado como un ejemplo de litigio frívolo. Según Pearson, la tintorería perdió sus pantalones (que trajo por una modificación de $10,50) y rechazó sus demandas de un gran reembolso. Pearson creía que un cartel que decía "Satisfacción garantizada" en el escaparate de la tienda le daba derecho legal a un reembolso por el coste de los pantalones, estimado en 1.000 dólares. El total de 54 millones de dólares también incluía 2,0 millones de dólares en "angustia mental" y 15.000 dólares que estimó que eran el coste de alquilar un coche cada fin de semana para ir a otra tintorería. El tribunal finalmente falló contra Pearson, cuyo cargo de juez no fue renovado posteriormente debido a este caso y varias otras acciones que presentó durante su divorcio, que demostraron una falta de "temperamento judicial".

### Otros casos
Son conocidos muchos otros casos de demandas frívolas tales como el de Clardy vs. Nike.